# GAZ M-21 Wolga
Der GAZ M-21 „Wolga“ (russisch ГАЗ М-21 «Волга», ab 1965 GAZ-21 „Wolga“) des sowjetischen Herstellers GAZ aus Gorki (heute Nischni Nowgorod) löste 1956 den GAZ-M20 Pobeda ab und wurde bis 1970 gebaut. Er war der erste Wagen mit dem Markennamen Wolga (russisch „Волга“). Vom Vorgänger wurden einige Baugruppen übernommen. Es folgten einige Modifikationen und der Kombi GAZ M-22 „Wolga“.

## Geschichte
Erstmals präsentiert wurde der Wagen 1955. Zunächst gab es einige technisch voneinander abweichende Vorserien (M-21G, M-21B, M-21A, M-21W), ehe 1957 eine einheitliche Serienfertigung begann. Das Fahrzeug wurde ursprünglich als Pkw der Mittelklasse bezeichnet, ist nach gegenwärtiger Einteilung jedoch eher der Oberen Mittelklasse zuzurechnen. Die Pontonkarosserie des M-21 unterschied sich deutlich von der Buckelform des Pobeda und folgte damaligen Gestaltungstrends. Anlehnungen an den schnelllebigen amerikanischen Stil sind unverkennbar. Schon zu Beginn der 1960er-Jahre war der M-21 optisch nicht mehr zeitgemäß, lediglich die Frontpartie wurde etwas überarbeitet. Auch technisch herrschte weitgehend Entwicklungsstillstand. Ursprünglich war vorgesehen, den Wolga mit einem Automatikgetriebe auszustatten, das auch entwickelt und publiziert wurde. Tatsächlich blieb es bei der manuellen Schaltung. Eine bedeutende Modernisierung gab es lediglich 1962, als die Federung durch geänderte Teleskopstoßdämpfer verbessert und die Motorleistung durch Änderungen am Vergaser von 70 auf 75 PS gesteigert wurde. Äußerlich ging damit eine leichte Modernisierung einher, insbesondere im Bereich der Frontpartie. Gleichzeitig wurde die Kombiausführung M-22 in das Programm aufgenommen.  In der DDR wurde der Wolga M-21 meist als Behördenfahrzeug oder Taxi eingesetzt, während er in der Sowjetunion häufig auch von privat gekauft wurde. Überdies wurde er in westliche Länder exportiert. Hierbei fand der M-21 vor allem in den skandinavischen Ländern Kunden. Dank der robusten Bauweise ist das Fahrzeug bis heute vereinzelt im Alltagseinsatz anzutreffen, vor allem in den südlichen Regionen der ehemaligen Sowjetunion sowie in Kuba.
Der Kleinbus RAF-977 aus der Rigaer Autobusfabrik nutzt Fahrgestell und Antrieb des GAZ M-21 Wolga und wurde noch bis 1976 gebaut. Auf gleiche Art und Weise entstanden ab 1963 etwa 200 Exemplare des futuristischen Kleinbusses „Start“.

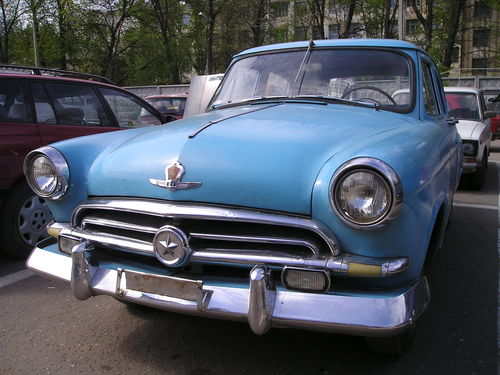
GAZ M-21 „Wolga“ in der ursprünglichen Ausführung (1956–1958)
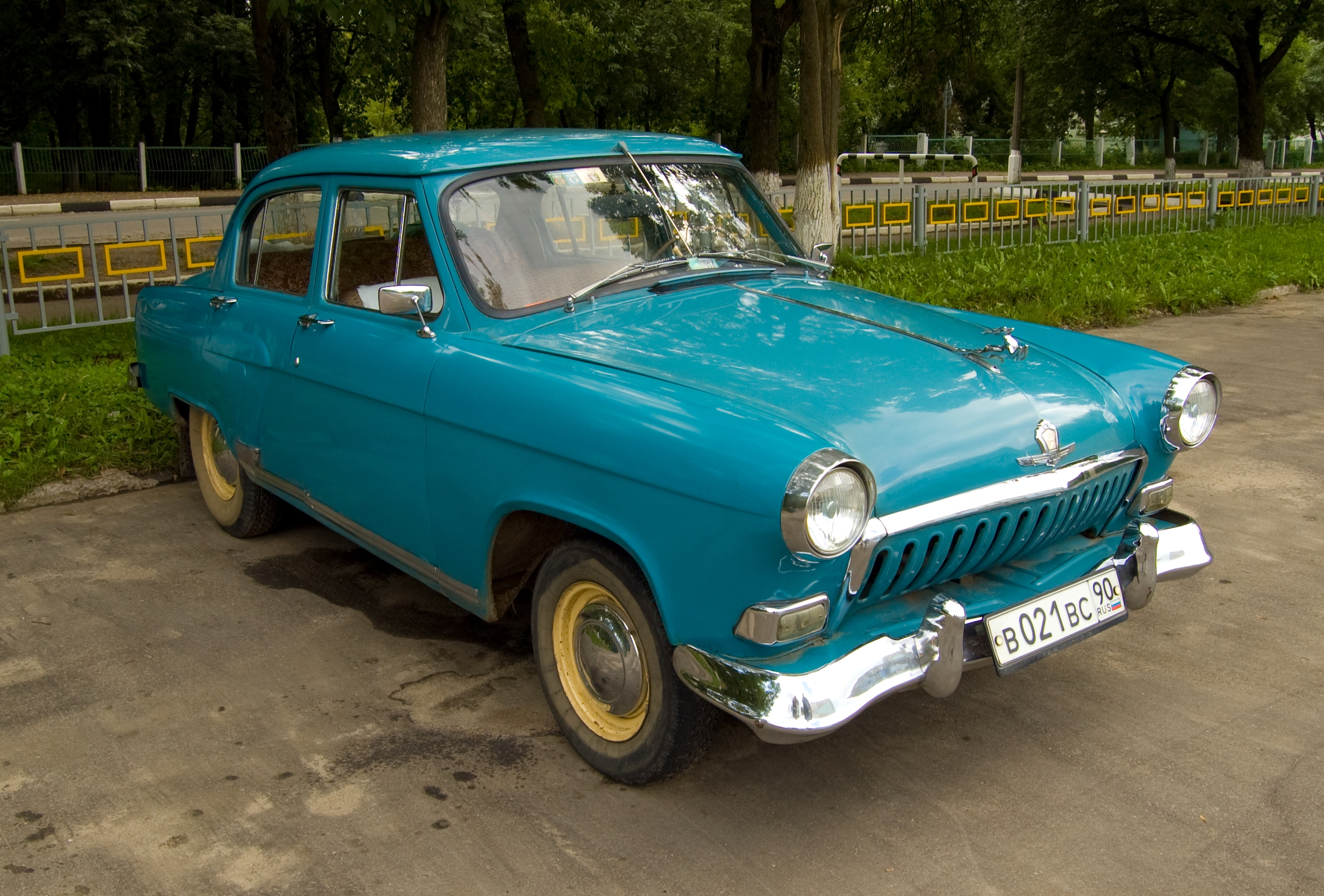
GAZ M-21 „Wolga“ mit modernisierter Frontpartie (1959–1962)
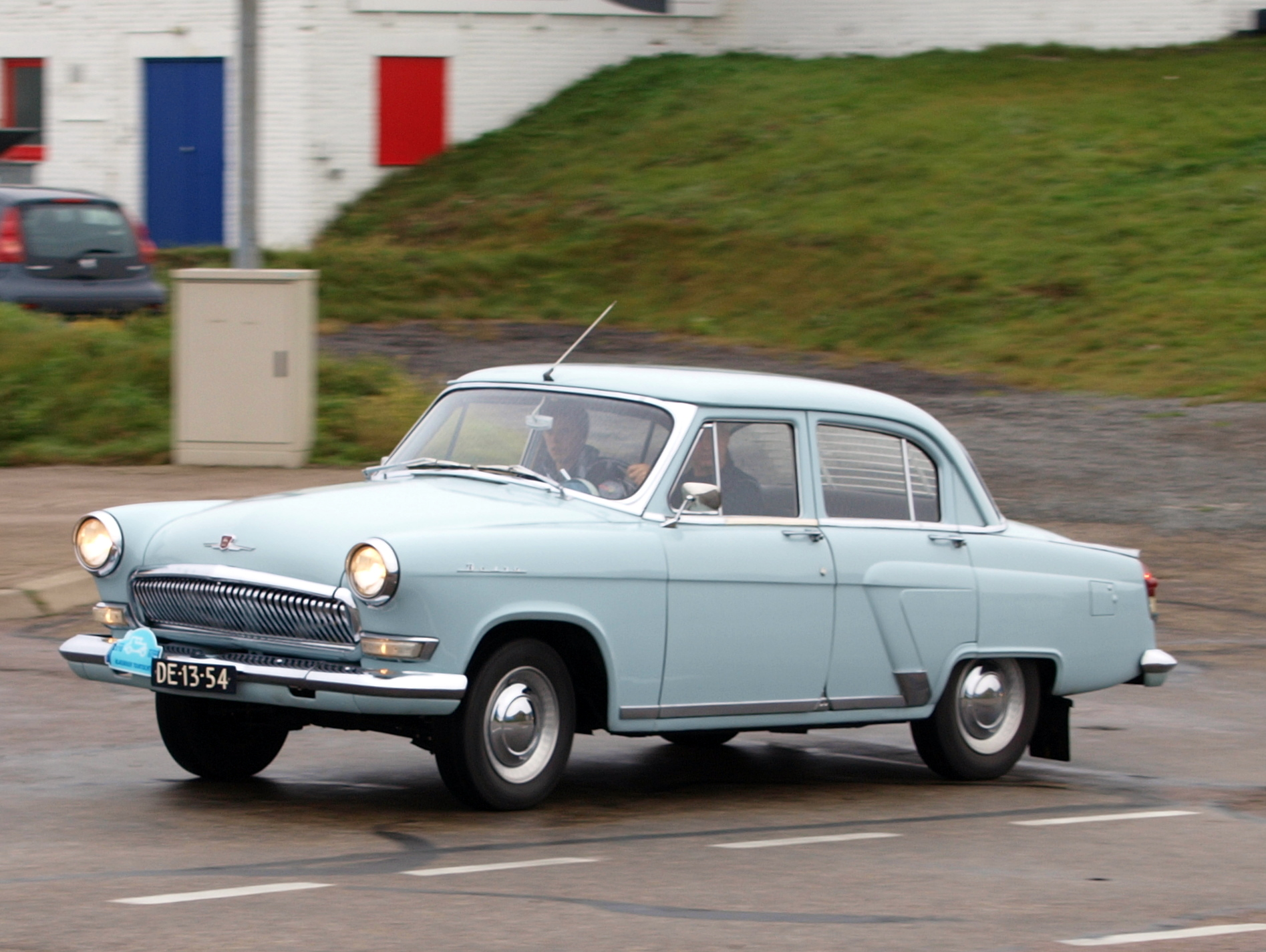
GAZ M-21 „Wolga“ mit erneut überarbeiteter Frontpartie (1962–1970)
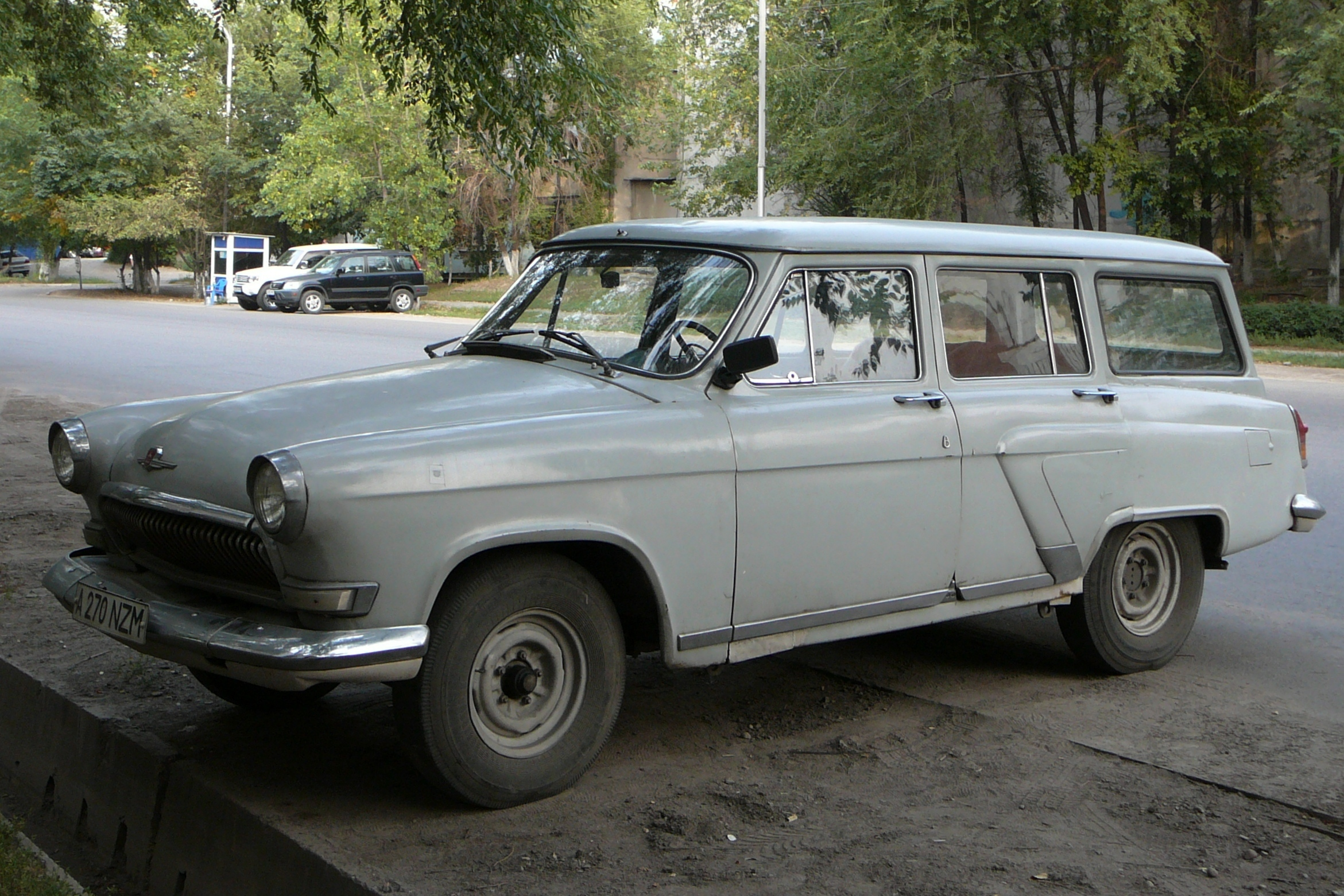
GAZ M-22 „Wolga“ Kombi (1962–1973)
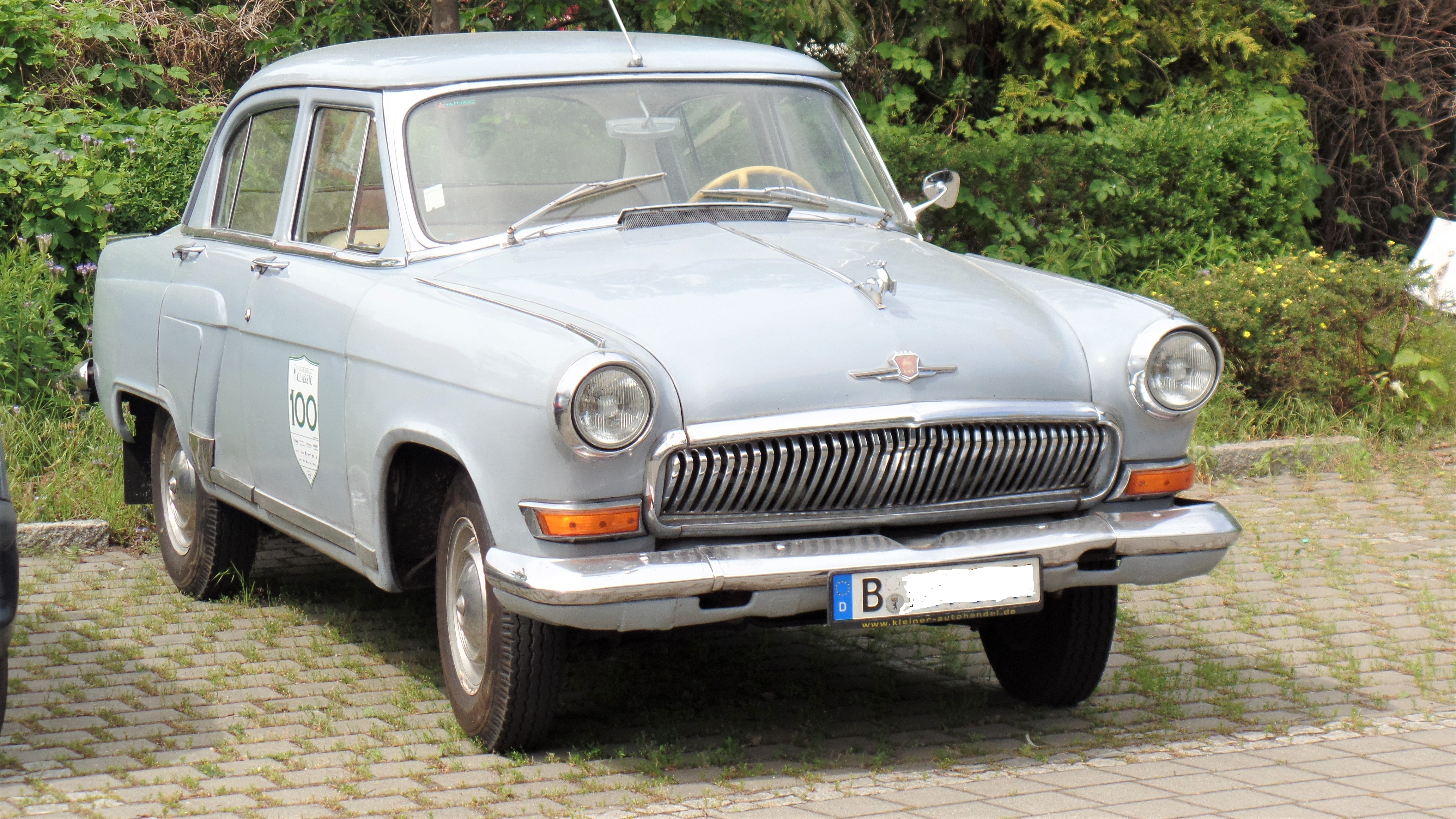
GAZ M-21 „Wolga“ mit Kühlerfigur am 30. Mai 2020 in Berlin

## Technik

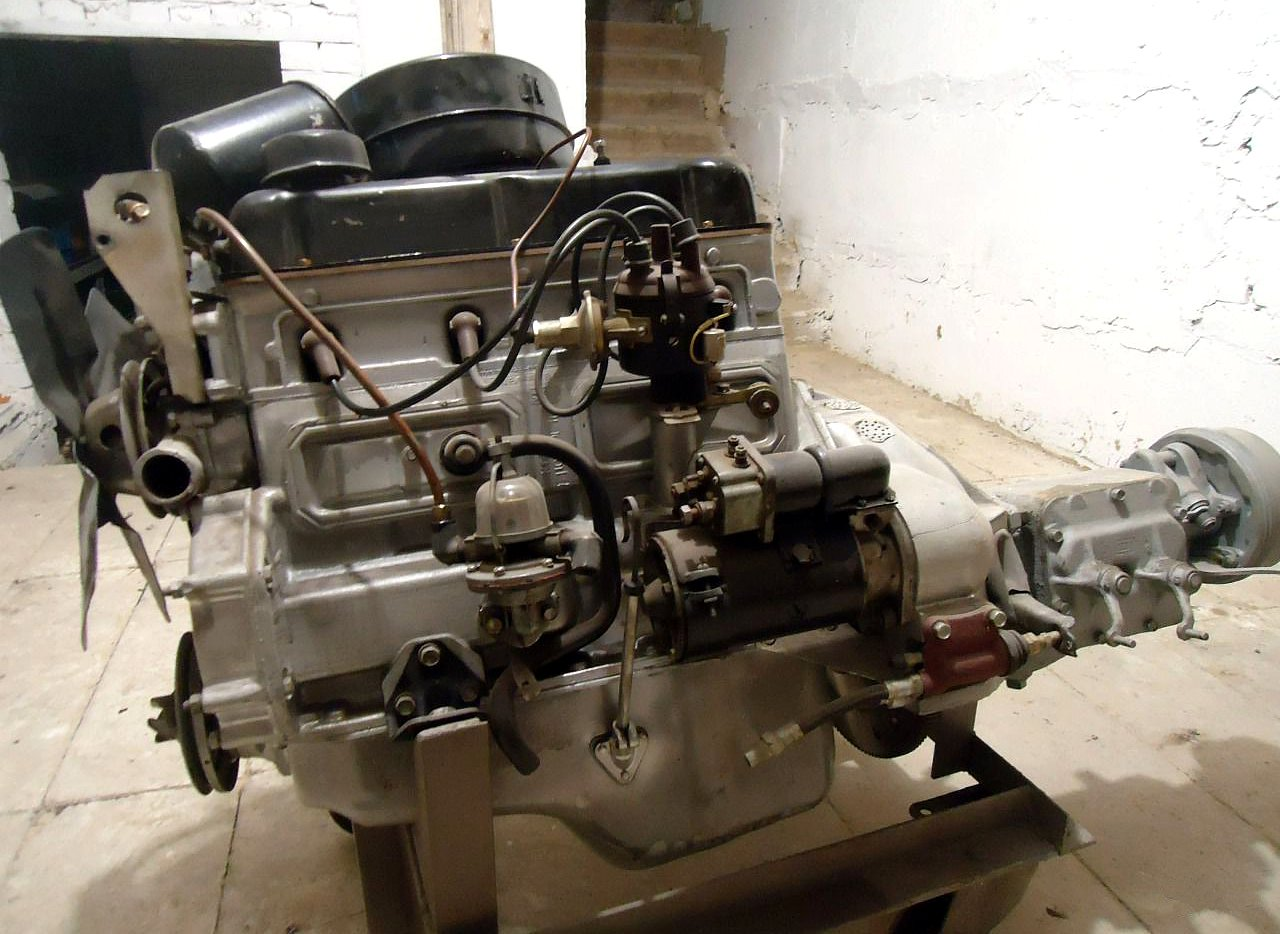
Restaurierter GAZ-21-Motor

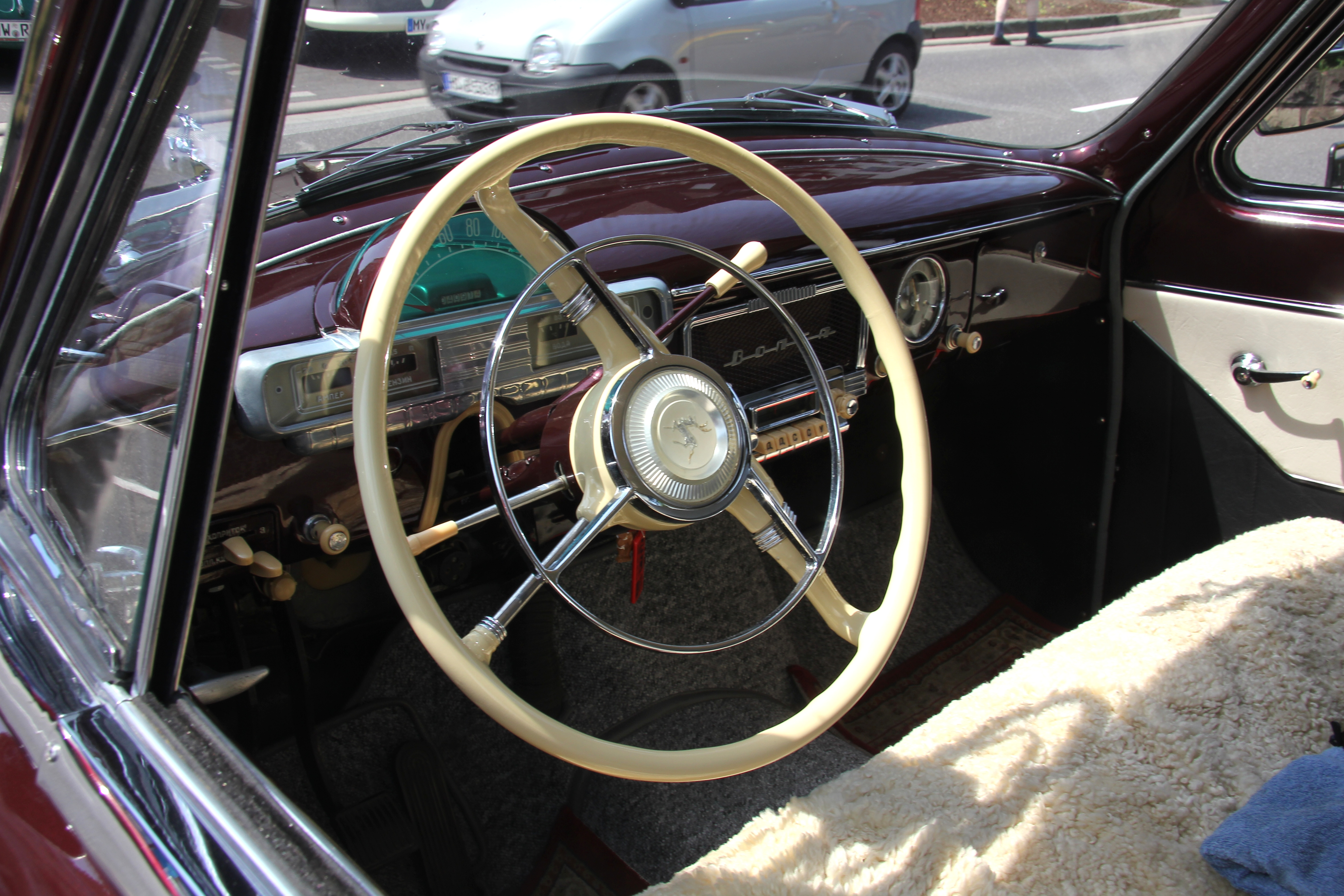
Lenkrad und Armaturenbrett 1969

Der großhubige Vierzylinder-Ottomotor mit hängenden Ventilen war erheblich moderner und leistungsfähiger als jener des Pobeda. Um einerseits Langlebigkeit und andererseits Anspruchslosigkeit in Bezug auf die Benzinqualität zu gewährleisten, wurde ein Verdichtungsverhältnis von nur 6,6 gewählt. Dies brachte in Bezug auf die Fahrleistungen einen recht hohen Kraftstoffverbrauch von 12 bis 14 l/100 km mit sich, der in der Sowjetunion aufgrund niedriger Benzinpreise jedoch eine untergeordnete Rolle spielte. Das Getriebe verfügte über lediglich 3 Gänge, was für den ausgesprochen elastischen Motor aber durchaus ausreichend war, der eine sehr „schaltfaule“ Fahrweise gestattete. Der Schalthebel war am Lenkstock untergebracht. Die vordere Sitzbank war durchgehend und sowohl in der Höhe als auch in Längsrichtung verstellbar, die Rückenlehne konnte nur komplett umgeklappt werden. Nach der Überarbeitung des Fahrzeugs Anfang der 1960er-Jahre konnte die Neigung der Rückenlehne stufenweise verstellt werden. Wie die meisten Fahrzeuge der UdSSR verfügte auch der Wolga M-21 über eine große Bodenfreiheit von etwa 20 cm, um der Beschaffenheit der dortigen Straßen angepasst zu sein.
Bei den in die DDR eingeführten Fahrzeugen war die Einstellung der Hypoid-Achsgetriebe mitunter fehlerhaft, was zu sogenannten „Achsheulern“ und vorzeitigem Verschleiß führte. Die Instandsetzung wurde überdies durch fehlende oder nicht exakte Einstellmarkierungen erschwert, häufig kam es auch zu Problemen am Achsantrieb, die durch ungeeignete Ölsorten verursacht wurden.

## Export
Neben der Verbreitung im sozialistischen Wirtschaftsgebiet war der Wolga auch in einigen westlichen Ländern wie Finnland, Norwegen, Schweden, Dänemark, Island, Belgien, Niederlande, Luxemburg und Österreich verbreitet. So kauften Mitte der 1960er Jahre mehr als ein Drittel aller finnischen Taxifahrer einen Wolga M-21, allerdings teilweise auf Dieselmotor (Perkins) umgerüstet. Für den westeuropäischen Markt wurde in Belgien durch Scaldia ein Montagewerk errichtet. Dortige Fahrzeuge wurden teilweise ab Werk mit Dieselmotoren von Perkins, Rover und Peugeot ausgestattet, die einen um 30 bis 40 % geringeren Kraftstoffverbrauch aufwiesen. Die enorme Kraftstoffeinsparung löste auch im sozialistischen Lager Bemühungen aus, größere Pkw serienmäßig mit Perkins-Dieselmotoren auszustatten. Tatsächlich blieb es in der Serie jedoch stets beim Ottomotor.

## Modellvarianten
Die folgenden Angaben und Bezeichnungen galten mit Stand 1964.
- GAZ-21 „Wolga“ – Grundversion mit Automatikgetriebe, in Serie gebaut von 1958 bis 1960.
- GAZ-21A „Wolga“ – Modifikation mit Handschaltgetriebe und Taxi-Ausstattung, gebaut von 1957 bis 1958. Diese Version hatte schon den modernen Motor mit hängenden Ventilen und 2445 cm³ Hubraum.
- GAZ-21B „Wolga“ – 1956 und 1957 gebaute Variante als Taxi mit einem leistungsgesteigerten Motor des Vorgängers GAZ-M20 Pobeda (stehende Ventile) und 65 PS (48 kW).
- GAZ-21W „Wolga“ – 1957 und 1958 gebaute Grundversion mit dem modernen Motor und Handschaltgetriebe.
- GAZ-21G „Wolga“ – Gebaut von 1956 bis 1957, Grundversion ohne Taxiausstattung, mit dem Motor des Vorgängers (65 PS) und Handschaltgetriebe.
- GAZ-21D „Wolga“ – Nachfolger des GAZ-21W, mit Handschaltgetriebe, gebaut von 1958 bis 1960.
- GAZ-21E „Wolga“ – Motor mit höherer Verdichtung (8:1) und 80 PS, gebaut von 1958 bis 1960.
- GAZ-21N „Wolga“ – Modell mit Handschaltgetriebe, gefertigt 1960 bis 1962.
- GAZ-21L „Wolga“ – Modernisierte Version ab 1962, 75 PS (55 kW) und einem leicht gesunkenen Leergewicht von 1450 kg.
- GAZ-21P „Wolga“ – Exportversion als Rechtslenker, sonst wie GAZ-21L.
- GAZ-21T „Wolga“ – Wie GAZ-21L, jedoch als Taxi.
- GAZ-22 „Wolga“ – (zuvor auch GAZ M-22), Kombiversion des GAZ-21. Das Modell wurde erst ab 1962 und noch zwei Jahre länger als der M-21 produziert. In der UdSSR waren die Fahrzeuge für Privatkäufer nicht erhältlich und dienten als Taxi-, Behörden- und Krankenwagen. Der M-22 machte nur einen kleinen Teil der Wolga-Produktion aus. Zu den Importländern zählte unter anderem auch die DDR.
- GAZ-23 „Wolga“ – eine Variante mit dem 5,5-Liter-V8-Motor aus dem GAZ-13 Tschaika, die hauptsächlich für den Einsatz beim KGB bestimmt war.[11]

## Nachbauten
In der Volksrepublik China fertigte Beijing Automobile Works (BAW) von 1960 bis 1969 Nachbauten des Wolga. Das Auto hatte die Modellbezeichnung Dongfanghong BJ760 (deutsch: „Der Osten ist rot“). In zehn Jahren entstanden je nach Quelle 106 oder 238 Exemplare.
In Nordvietnam wurde ab 1959 ein Pkw mit der Bezeichnung Triumph hergestellt, der auf dem Wolga M21 basierte.

## Trivia
In dem Musikvideo Du Hast der deutschen Band Rammstein ist ein GAZ M-21 Wolga zu sehen, der zum Ende des Clips in Flammen aufgeht.